# 国鉄ED10形電気機関車
国鉄ED10形電気機関車（こくてつED10がたでんききかんしゃ）は、日本国有鉄道（国鉄）の前身である鉄道省が1922年（大正11年）に輸入した直流用電気機関車である。

## 概要
1925年（大正14年）12月の東海道本線電化用として、アメリカのウェスティングハウス・エレクトリック（Westinghouse/WH・電気部分）とボールドウィン（Baldwin・機械部分）により2両が製造された。
当初は1000形（1000・1001）と称したが、1928年（昭和3年）10月の車両形式称号規程改正によりED10形（ED10 1・ED10 2）に形式番号が改められた。

## 構造
車体は箱形で、その前後にデッキを有している。前面デッキから車内に出入りすることも可能であったが、他に車体中央部付近にも出入口を設けていた。前面窓下には砂箱を設け、屋根上には大形のパンタグラフを1基設けている。輸入当初は使用線区により架線電圧が異なっていたため、電気方式は600V/1,200V両用の複電圧仕様になっていた。
国鉄廃車の時点ではパンタグラフがPS14形に変更され2基に増設されていたほか、通風口の形状が変更され側面窓が増設されるとともに内部機器搬出口が設けられ、前面の砂箱は撤去されて台車に国鉄標準形の砂箱が取り付けられていた。

## 運用
当初は山手線・中央本線で、1,500Vに昇圧後は東海道本線で運用された。横須賀線での運用を最後に1959年（昭和34年）7月に1が、1960年（昭和35年）5月に2が廃車になった。
2は西武鉄道に譲渡されて同社のE71形（E71）となった。譲渡の際、車体塗装はぶどう色からローズレッドに変更された。西武鉄道では貨物列車牽引に使用されたが、E851形登場後は工事用列車牽引に使用された。E31形の導入により1986年（昭和61年）に廃車された。

## 保存車
- ED10 2（西武鉄道E71）

西武鉄道横瀬車両基地で塗装を国鉄時代のぶどう色に、ナンバープレートをED10 2に復元した上で静態保存。